# Papessa Giovanna

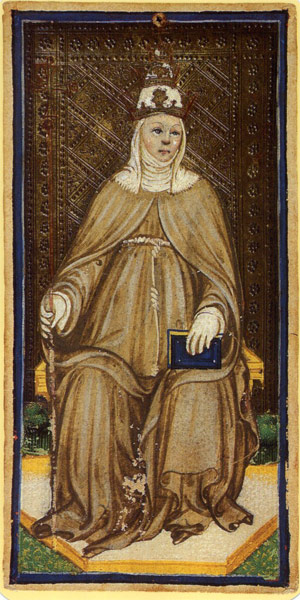
La Papessa, ritratta su una carta dai Tarocchi Visconti-Sforza eseguiti da Bonifacio Bembo, ca. 1450, The Pierpont Morgan Library (inv. M. 630), New York.

La papessa Giovanna è una figura leggendaria di epoca medievale. Sarebbe stata l'unico papa donna e avrebbe regnato sulla Chiesa col nome pontificale di Giovanni VIII dall'855 all'857. È considerata dagli storici alla stregua di un mito o una leggenda medievale, ripresa dal potere temporale francese in conflitto col papato. La leggenda ottenne in Occidente un qualche grado di plausibilità a causa di elementi intriganti contenuti nella storia.

## Panoramica
Secondo la narrazione, si trattava di una donna inglese educata a Magonza, in Germania, che per mezzo dei suoi convincenti e ingannevoli travestimenti in abiti maschili, riuscì a farsi monaco col nome di Johannes Anglicus per poi salire al soglio pontificio, alla morte di papa Leone IV (17 luglio 855), col nome di Giovanni VIII.
Sembra che la papessa non praticasse l'astinenza sessuale e fosse rimasta incinta del suo amante. Durante la solenne processione di Pasqua nella quale il Papa tornava al Laterano dopo aver celebrato messa in San Pietro, mentre il Corteo Papale era nei pressi della basilica di San Clemente, la folla entusiasta si strinse attorno al cavallo che portava il Pontefice. Il cavallo del Papa, impaurito, reagì violentemente provocando a "Papa Giovanni" un travaglio prematuro.

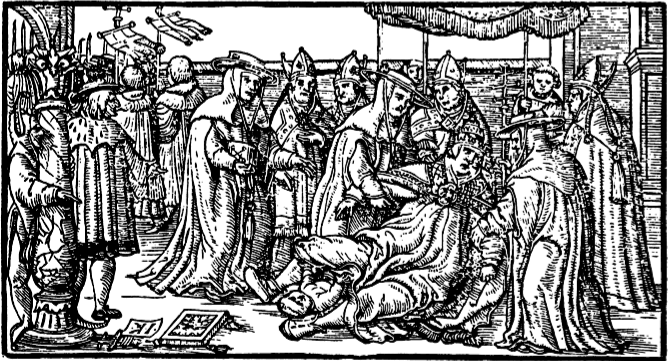
Il parto della papessa Giovanna.

Scopertone il segreto, la papessa Giovanna fu fatta trascinare per i piedi da un cavallo, attraverso le strade di Roma, e lapidata a morte dalla folla inferocita nei pressi di Ripa Grande. Fu sepolta nella strada dove la sua vera identità era stata svelata, tra San Giovanni in Laterano e San Pietro in Vaticano. Questa strada (a quanto sembra) fu evitata dalle successive processioni papali, anche se quest'ultimo dettaglio divenne parte della leggenda popolare nel XIV secolo, durante la cattività del papato ad Avignone, quando non c'erano processioni papali a Roma.
In altre versioni della leggenda (ad esempio in quella riportata nella cronaca di Martino Polono) la papessa Giovanna sarebbe morta subito al momento del parto, oppure, una volta scoperta, rinchiusa in un convento.
Sempre secondo la leggenda, a Giovanna succedette Benedetto III, che regnò per breve tempo, ma si assicurò che il suo predecessore venisse omesso dalle registrazioni storiche. Benedetto III si considera abbia regnato dall'855 al 7 aprile 858. Il nome papale che Giovanna assunse venne in seguito utilizzato da un altro Giovanni VIII (pontefice dal 14 dicembre 872 al 16 dicembre 882).

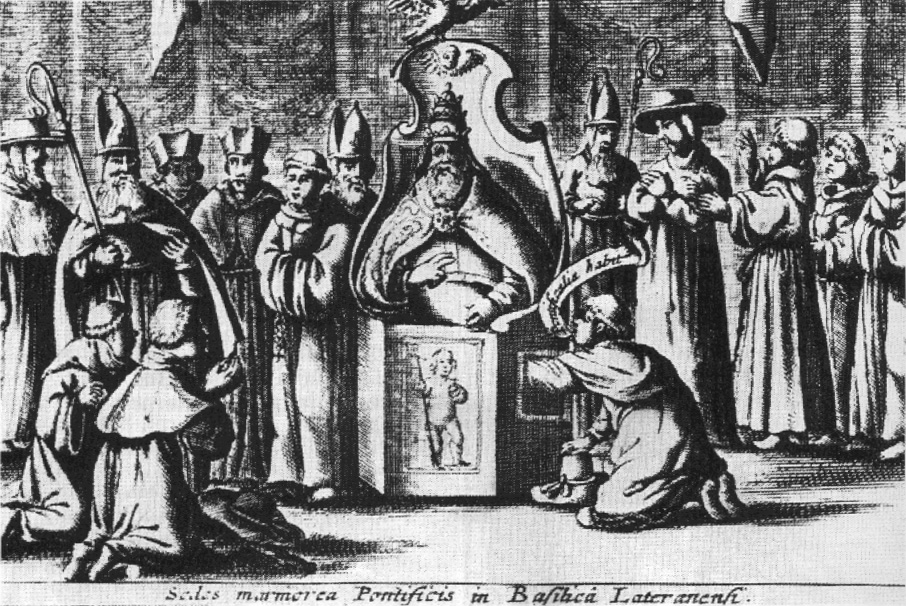
Consacrazione di papa Innocenzo X. Un cardinale tasta i genitali del papa e annuncia che è maschio.

Parte essenziale della leggenda è un rito mai svoltosi, ma fantasticato e ripreso, in chiave anti-romana, da autori protestanti del Cinquecento: s'immaginò che ogni nuovo papa venisse sottoposto a un accurato esame intimo per assicurarsi che non fosse una donna travestita (o un eunuco). L'esame avveniva con il nuovo papa assiso su una sedia di porfido rosso, nella cui seduta era presente un foro. I più giovani tra i diaconi presenti avrebbero avuto il compito di tastare sotto la sedia per assicurarsi della presenza degli attributi virili del nuovo Papa.
(Felix Hamerlin, De nobilitate et rusticitate Dialogus (ca. 1490))
(Francesco Sorrentino, Prova di Virilità ()
(Giuseppe Gioachino Belli, La papessa Ggiuvanna)

## Origini del mito

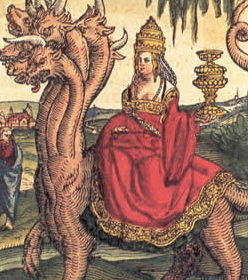
La Papessa, uno degli arcani maggiori dei tarocchi, qui ritratta come la "prostituta sulla bestia" citata nell'Apocalisse

Il primo a pubblicare la leggenda, negli anni 1240, fu il cronista domenicano Giovanni di Metz, ripreso pochi anni dopo dal confratello domenicano Martino Polono. Prima di allora, se ne trova un cenno attribuito a Sigeberto di Gembloux (ca. 1030-1112), teologo e monaco ghibellino, il quale aveva portato avanti fino al XII secolo il De viris Illustribus di San Girolamo, che si concludeva al 392 circa. L'autore delle aggiunte fece qui riferimento al Papa foemina.
Tale avvenimento è oggi perlopiù relegato alla dimensione del mito, pur ammettendo l'idea che, come per molti miti, possa esistere una parte di verità, sebbene coperta dalla finzione. Quando un papa prendeva possesso della sua Cattedra romana, in San Giovanni in Laterano, si sedeva tradizionalmente su una sedia di porfido (la pietra degli imperatori, assimilata alla porpora), con la seduta dispiegata a ciambella. A Roma esistevano tre sedie simili, due di porfido e una di marmo bianco. Il motivo di questi fori centrali è oggetto di discussione, ma è plausibile che le sedie, di età costantiniana, fossero sedili di lusso in origine collocati presso le terme imperiali, per i bisogni corporali di personaggi di alto rango. Sappiamo dagli scavi archeologici che i romani erano in grado di costruire latrine  elaborate, con apposite sedute in pietra e acqua corrente. Nel Medioevo, smarrita la conoscenza di tale uso igienico, si pensò che il sedile fosse un trono, quindi adatto per il papa e i romani maliziosamente aggiunsero che il foro servisse a una verifica del sesso del papa, dopo il fatto della Papessa Giovanna. 
Si è ipotizzato anche che fossero sedie femminili per il parto, provenienti da Costantinopoli,  a uso esclusivo di donne appartenenti alla famiglia imperiale: di qui il porfido di cui sono costruite ( e da qui l'epiteto porfirogenito ).  Il D'Onofrio (cfr. bibliografia) ritiene in tale caso che il rito medioevale avesse carattere religioso: la sedia da parto simboleggiava la madre Chiesa che genera i suoi figli alla vita eterna. Una delle sedie in porfido è esposta nella sala chiamata Gabinetto delle Maschere, nei Musei Vaticani. L'altra, in epoca napoleonica, fu portata a Parigi e ora è nel museo del Louvre. I resti della sedia di marmo sono nel chiostro del Laterano.

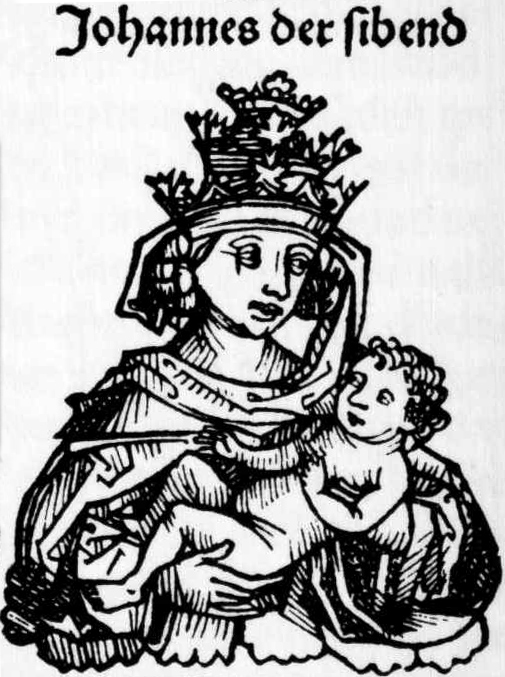
La papessa Giovanna raffigurata nelle Cronache di Norimberga di Hartmann Schedel, 1493.

Molti autori fanno poi confusione con una terza sedia, di marmo e non di porfido, priva di foro, ancor oggi visibile nel chiostro annesso alla Basilica Lateranense, detta sedia stercoraria. La Teologia portatile o Dizionario abbreviato della Religione Cristiana di d'Holbach definisce la sedia stercoraria come «sedia bucata su cui il pontefice appena eletto pone le sue sacre terga, affinché possa essere verificato il suo sesso, onde evitare l'inconveniente di una papessa». Nella Vita della papessa Giovanna, Bartolomeo Sacchi detto il Plàtina (1421-1481) rammenta la sedia stercoraria in questi termini: «questa sedia è stata così predisposta affinché colui che è investito da un sì grande potere sappia che egli non è Dio, ma un uomo e pertanto è sottomesso alle necessità della natura».
La leggenda della Papessa fu utilizzata dagli storici protestanti come strumento nella polemica contro la Chiesa Cattolica. «Su questo tema la polemica confessionale era aspra, specialmente dopo che i Centuriatori di Magdeburgo avevano dichiarato autentico il racconto della papessa Giovanna — rigettato dal Panvinio (1530-1568) — , di cui la tradizione narra che fu scoperta durante una processione mentre accusava i dolori del parto. Contro la storicità della papessa, ripugnante ad un intellettuale della Controriforma, si schierò decisamente il Bellarmino; in particolare osservò che tra il pontificato di Leone IV e quello di Benedetto III la sede papale restò vacante solo pochi giorni, insufficienti perché una donna indossasse la tiara. Baronio (1538-1607) affrontò la questione con l'onestà intellettuale che gli era propria: non soddisfatto delle letture che faceva a Roma, chiese chiarimenti al dotto patrologo gesuita Fronton du Duc in modo peculiare intorno alle fonti che trattavano della presunta papessa. A tale proposito il suo corrispondente gli suggerì la lettura di uno scritto dello storico francese Florimond de Rémond, confutatore del racconto, cui Baronio si richiamò negli Annales quando giunse a trattare l'inanis fabula, per dirla con lo storico. Partendo dalle osservazioni del Bellarmino, credeva che alla genesi della diceria avessero contribuito essenzialmente due episodi: innanzitutto la debolezza mostrata da Giovanni VIII, che da molti fu considerato foemina; poi una lettera che il pontefice Leone IX aveva inviato nel 1054 a Michele Cerulario, patriarca di Costantinopoli, in cui gli rimproverava la promozione di una donna ad alte cariche sacerdotali. La conclusione tratta fu che questo evento riguardante la Chiesa di Costantinopoli fosse stato attribuito successivamente alla Chiesa di Roma dagli scismatici.»
Dopo la confutazione di Baronio il mito della papessa Giovanna cadde in discredito anche presso gli studiosi protestanti come David Blondel, storico e pastore calvinista della metà del Seicento. Blondel, attraverso un'analisi dettagliata, argomentò che nessun evento di questo tipo poteva essere avvenuto. Tra le prove che discreditano la storia della papessa Giovanna troviamo:
- La tradizionale processione papale di Pasqua non passava nella strada dove la presunta nascita sarebbe avvenuta.
- Non esiste alcun documento d'archivio su un tale evento.
- La "sedia dei testicoli", su cui i papi siederebbero per avere la propria mascolinità accertata, è di molto precedente all'epoca della papessa Giovanna e non ha niente a che fare col requisito che ai papi vengano controllati i testicoli.
- Papa Leone IV regnò dall'847 fino alla sua morte nell'855 (e Benedetto III gli succedette nel giro di settimane), rendendo improbabile che Giovanna abbia regnato dall'853 all'855.
- Nella memoria storica del popolo di Roma un evento di tale tipo non è mai esistito e mai riportato: l'evento è stato suggerito dall'esterno, sempre da autori sospetti, con evidenti interessi denigratori.

Il momento della prima comparsa della storia coincide con la morte di Federico II di Svevia, che era stato protagonista di uno stridente conflitto con il papato.
Gli storici concordano in generale sul fatto che la storia della papessa Giovanna sia una satira anti-papale, ideata per collegarsi allo scontro del papato col Sacro Romano Impero, facendo leva su tre paure cattoliche medioevali:
- un papa sessualmente attivo
- una donna in posizione di autorità dominante
- l'inganno portato nel cuore stesso della Chiesa.

Ciò che potrebbe aver preso avvio come satira da presentare nei carnevali di tutta Europa, finì comunque per essere una realtà accettata, a tal punto che alla papessa Giovanna fanno riferimento personaggi come Guglielmo di Occam. Ella compare anche in alcuni elenchi di Papi. La leggenda acquisì supporto dalla confusione sull'ordine dato ai papi di nome Giovanni; poiché Giovanni è il nome pontificale più usato, e alcuni Giovanni erano antipapi oltre a un Papa Giovanni XIV bis mai esistito, ci fu confusione su quali numeri appartenessero ai veri pontefici Giovanni. A causa di ciò l'elenco dei vescovi di Roma non comprende un Papa Giovanni XX.

### Fonti antiche
Tra le fonti più antiche (prima della ipotetica censura operata dal Concilio di Trento (1545-1563)) c'è come detto la biografia scritta da Bartolomeo Sacchi detto il Plàtina, il quale così riassume la vicenda:

## Nella cultura
Alcuni hanno accostato la carta della Papessa, uno dei trionfi (o arcani maggiori) dei Tarocchi, con la leggenda della papessa Giovanna.
Lo scrittore greco Emmanouil Roidis pubblicò nel 1865 il romanzo satirico e anticlericale I Papissa Ioanna (La Papessa Giovanna) che scandalizzò e irritò il clero ortodosso. L'opera, pur suscitando accese polemiche per il suo tono ironico e dissacrante e per la trama boccaccesca, riscosse in patria uno straordinario successo, imponendosi come caso editoriale anche al di fuori dei confini ellenici.
Lo scrittore inglese Lawrence Durrell pubblicò nel 1954 The Curious History of Pope Joan, una traduzione del romanzo di Roidis che ebbe una buona diffusione. Inizialmente Durrell provò a spacciarla per una sua opera.
Più recente è il romanzo dell'autrice statunitense Donna Woolfolk Cross Pope Joan (1996), da cui è stato tratto nel 2009 il film La papessa (cfr. infra) con John Goodman nei panni di Papa Sergio II.

## Filmografia
Sono stati realizzati due film su questa leggenda: uno, del 1972, l'altro nel 2009.
- La papessa Giovanna è un film del 1972 di Michael Anderson, con Liv Ullmann nel ruolo di Giovanna, e con la partecipazione di Olivia de Havilland e di Trevor Howard nel ruolo di papa Leone IV.
- La papessa (titolo originale: Die Päpstin) è un film del 2009, tratto dall'omonimo romanzo di Donna Woolfolk Cross e diretto da Sönke Wortmann, nella quale l'attrice Johanna Wokalek interpreta il ruolo di Giovanna.